# De Jonge Samoerai: De Weg van de Krijger
De Weg van de Krijger is het eerste boek in de fictiereeks De Jonge Samoerai, geschreven door de Engelse auteur Chris Bradford.
De Weg van de Krijger speelt zich af begin zeventiende eeuw in Japan en gaat over Jack Fletcher, de eerste Engelsman in Japan en de eerste Europese samoerai.
Het boek verscheen in Engeland in 2008, en in het Nederlands op 15 januari 2009, in hardcover. Op 16 november 2010 verscheen het boek ook in paperback.

## Samenvatting
Jack Fletcher en zijn vader varen op een Engels handelsschip naar Japan, om handel te drijven, én de eerste Engelsen in Japan te zijn. Japan was al eerder ontdekt door de Portugezen, maar nu willen de Engelsen ook voet aan wal krijgen. Jacks vader John is opperstuurman en bezit de rutter: een waardevol boek vol met kaarten en gegevens waarbij je alle routes van de wereld in handen kan hebben.
Door een storm wijkt het schip van de bestemming - Nagasaki - af, en het komt terecht in een baai vlak bij Toba. 's Nachts wordt het schip aangevallen door ninja's, waaronder een eenogige. De ninja's vermoorden de hele bemanning. Ook Jacks vader wordt vermoord. Een van de bemanningsleden weet nog de munitiekamer in de fik te steken, waardoor het schip ontploft. Jack komt hierdoor terecht in zee, maar spoelt met een gebroken arm én de rutter aan op de kust.
De samoerai Masamoto Takeshi verzorgt zijn arm. Jack wordt goed verzorgd in het huis van Masamoto's zus Hiroko. Zij heeft een beeldschone dochter, Akiko. Jack kan niet communiceren met ze. Maar in Toba woont een Portugese jezuïetenpriester die Jack Japans gaat leren. Wanneer Masamoto via de priester - vader Lucius - vraagt hoe en wat, vertelt Jack over de reis en de aanval. Masamoto begrijpt dat het schip werd overvallen door ninja's, en wanneer Jack de eenogige ninja beschrijft, blijkt dat dit Dokugan Ryu is, die verantwoordelijk is voor de dood van Masamoto's eerste zoon Tenno. Masamoto besluit Jack te adopteren en Jack krijgt Japanse les van vader Lucius. Nadat vader Lucius sterft, neemt Akiko de lessen over.
Naast Japans leert Jack ook vechten met bokken van Yamato. Yamato is Masamoto's tweede zoon, en hij accepteert Jack niet als broer. Maar wanneer Jack zijn leven redt bij een ninja-aanval in het huis, verandert hun relatie. De reden van die aanval was de rutter, en Jack vertelt alleen Akiko over de rutter.
Masamoto vindt dat het te gevaarlijk voor Jack is om daar te blijven. Samen met Yamato en Akiko gaat hij naar Masamoto's school: de Niten Ichi Ryu in Kyoto.
Jack raakt bevriend met Saburo, Yori en Kiku. Daarnaast maakt hij ook vijanden, waaronder Kazuki, die Jack constant treitert, omdat hij een buitenlander is.
Jack krijgt met de anderen les in zwaardvechten van sensei Hosokawa, taijutsu van sensei Kyuzo, zen van sensei Yamada en boogschieten van sensei Yosa. Sensei Kyuzo haat Jack om persoonlijke redenen en gebruikt hem vaak als proefkonijn.
Jack blijkt al gauw heel goed te zijn in zwaardvechten, en Akiko in boogschieten.
Ondertussen doet Kazuki steeds erger tegen Jack. Kazuki zorgt ervoor dat Yamato aan zijn kant staat in plaats van die van Jack. Wanneer Jack en zijn vrienden een hanamifeestje vieren komt Kazuki met zijn vrienden Nobu en zijn neefjes Raiden en Toru (die op de Yagyu Ryu-school zitten). Er breekt een gevecht uit, maar Yamato doet niks en trekt zich terug. Het gevecht wordt beëindigd door Masamoto en daimyo Kamakura.
De twee besluiten om een Taryu-Jiai te houden, een wedstrijd tussen verschillend vechtscholen. In dit geval tussen de Niten Ichi Ryu en de Yagyu Ryu.
Kazuki en Nobi worden gestraft door Masamoto vanwege het gevecht, Jack en zijn vrienden niet. Masamoto valt uit tegen zijn zoon Yamato, die wegloopt en zich aansluit bij de Yagyu Ryu.
Jack, Akiko en Saburo moeten het met de Taryu-Jiai opnemen tegen Raiden, Moriko en Toru. Er zijn drie onderdelen: zwaardvechten, boogschieten en taijutsu. Op de bewuste dag blijkt dat Toru is ingewisseld voor Yamato. De Niten Ichi Ryu is doodverbaasd, Masamoto is woedend.
De wedstrijd eindigt in gelijkspel. Maar door het Zwaard van Jade te halen, kan er toch gewonnen worden. Jack en Yamato moeten als tegenstanders van elkaar het zwaard proberen te halen. Het ligt boven een waterval in een schrijn. Ze moeten natte rotsblokken opklimmen. Voor Jack is het een makkie, maar Yamato heeft hoogtevrees en komt niet ver omhoog. Jack weet het zwaard te krijgen en gaat weer naar beneden. Yamato is nog steeds op dezelfde plek, en als Jack probeert te praten, laat hij los en valt hij in het water. Jack redt hem, ze praten en ze maken het weer goed.
Yamato biedt in plaats van Jack het zwaard aan zijn vader en vraagt voor vergiffenis. Hierdoor heeft de Niten Ichi Ryu gewonnen en alles is weer goed tussen Yamato en zijn vader.
Op het Gion Matsuri-festival komen Jack en zijn vrienden Dokugan Ryu tegen. Dokugan Ryu is op weg naar Nijo-kasteel, waar daimio Takatomi woont. Jack, Yamato en Akiko gaan hem achter na. Yamato krijgt een shuriken in zijn borst, maar Akiko weet Dokugan Ryu te verwonden. Dan komt Masamoto en de ninja vlucht weg.
Jack, Akiko en Yamato worden beloond door daimio Takatomi met inro's (waar je spulletjes in kan doen). Yamato krijgt de zwaarden van zijn broer Tenno, Akiko krijgt de boog van sensei Yosa en Jack krijgt zwaarden van Masamoto.
Aan het einde besluit Jack dat hij De Weg van de Krijger kiest.

## Personages
- Jack Fletcher, de hoofdpersoon in De Jonge Samoerai-serie.
- John Fletcher - de vader van Jack, stuurman van de Alexandria, vermoord door Drakenoog.
- Date Akiko - de dochter van Date Hiroko, nicht van Masamoto, en een goede vriend van Jack.
- Masamoto Takeshi - de oprichter van de Niten Ichi Ryu-school, zijn eerste zoon werd vermoord door Drakenoog. Hij adopteert Jack.
- Masamoto Tenno - de eerste zoon van Masamoto Takeshi, vermoord door Drakenoog.
- Masamoto Yamato - de tweede zoon van Masamoto Takeshi. Hij staat in de schaduw van Tenno en kan Jack vaak moeilijk accepteren als broer.
- Dokugan Ryu - Drakenoog, de eenogige ninja en de gezworen vijand van Jack.
- Vader Lucius - een Portugese jezuïetenpriester. Hij is de eerste die Jack Japans leert, totdat hij sterft aan een longontsteking.
- Sensei Hosokawa – sensei van Kenjutsu (De Weg van het Zwaard).
- Sensei Kyuzo – sensei van Taijutsu. Hij haat Jack om persoonlijke redenen.
- Sensei Yamada – sensei van Zen, vroeger een sohei-monnik. Jack kan het goed met hem vinden.
- Sensei Yosa – vrouwelijke sensei van Kyujutsu (boogschieten).
- Takatomi Hideaki – daimio van Kyoto en hij bestuurt Japan op naam van de Keizer.
- Kamakura Katsuro – daimio van Edo (Tokyo) en oprichter van de Yagyu school.
- Oda Kazuki – leerling op de Niten Ichi Ryu en een rivaal van Jack.
- Saburo – een spraakzame vriend van Jack, die erg veel van eten houdt.
- Yori – Een stille maar wijze vriend van Jack
- Kiku – leerling op de Niten Ichi Ryu en een vriend van Akiko. Ze is de dochter van een Zen-priester.
- Emi – daimyo Takatomi's dochter, leerling op de Niten Ichi Ryu.
- Nobu – vriend van Kazuki.
- Hiroto – vriend van Kazuki.
- Goro – vriend van Kazuki.
- Taka – een samoerai-soldaat die in dienst is van Akiko's moeder Hiroko.
- Uekiya – tuinman van de familie van Akiko.
- Dāte Hiroko – Akiko's moeder en de zus van Masamoto.
- Chiro - Hiroko's dienstmeid, die sterft bij de ninja-aanval in het huis van Hiroko.
- Raiden - Kazuki's neef, zo groot als een reus. Zit op de Yagyu Ryu.
- Toru - Raidens tweelingbroer, zit ook op de Yagyu Ryu.
- Moriko - meisje op de Yagyu Ryu met zwartgelakte tanden.
- Kazuki - de rivaal van Jack

Opmerking:
In Japan is het gebruikelijk om eerst de achternaam en dan de voornaam te gebruiken. In Nederland zouden wij zeggen Takeshi Masamoto, maar volgens het Japans is het dus Masamoto Takeshi.

Dit geldt ook voor Akiko, Hiroko, Kazuki en de daimyo's (hoewel in de boeken de daimio's bij hun achternaam genoemd worden).

## Bushido
Bushido, letterlijk 'De Weg van de Krijger', was de erecode van de samoerai. De bushido kent zeven deugden:
Gi - RechtschapenheidDoor Gi maakt men juiste beslissingen zonder te discrimineren.
Yu - MoedDoor Yu treedt je elke situatie dapper en met zelfvertrouwen tegemoet.
Jin - Mededogen
Jin ontmoedigt samoerai om misbruik te maken van vaardigheden uit hoogmoed of overheersingsdrang.
Rei - RespectRei is een kwestie van goed gedrag en hoffelijk tegenover iedereen. Het betekent ook: maak een buiging! Door te buigen toon je respect.
Makato - OprechtheidMet Makato gaat het om eerlijkheid tegenover iedereen en jezelf.  Je moet altijd het goede doen en alles zo goed mogelijk uitvoeren.
Meiyo - EerMeiyo is te verkrijgen met een positieve houding met zeer goed gedrag. Het is een eervol doel om te streven naar succes.
Chu - LoyaliteitChu vormt de basis voor alle andere deugden. Zonder loyaliteit en toewijding voor elkaar en voor de taak is er niet veel hoop op een goede uitkomst.

## Feiten
Begin zeventiende eeuw was er een Engelse samoerai: William Adams.
Toen hij aankwam wilden Portugese jezuïeten hem en de bemanning kruisigen. Maar hij had het geluk om contact te krijgen met de daimyo van Mikawa, en door zijn kennis van schepen, schepen bouwen en andere dingen wist hij zijn leven te redden. Hij kreeg samoeraizwaarden en de titel hatamoto (bannerman), een hoge positie. Hij trouwde met een Japanse en kreeg een dochter en een zoon. Hij stierf in 1620.
Masamoto's karakter is gebaseerd op Miyamoto Musashi. Al op zijn dertiende versloeg hij al een samoerai, en op zijn zestiende ging hij op Musha-Shugyo (krijger pelgrimage). Hij richtte ook de Niten Ichi Ryu op in Kyoto. Hij trainde honderden studenten per jaar, maar na zijn dood kon niemand zijn vechtstijl meer.

## Andere boeken in deze serie in het Nederlands
- De Weg van het Zwaard (27 oktober 2009)
- De Weg van de Draak (16 november 2010)
- De Ring van Aarde (26 augustus 2013)
- De Ring van Water (4 september 2014)
- De Ring van Vuur (8 mei 2015)
- De Ring van Wind (15 juli 2015)
- De Ring van de Hemel (20 november 2015)